# Mama Killa
Mama Killa (Quechua, dt. Mutter Mond) war in der Mythologie der Inka als Mondgottheit eine Schutzgöttin für verheiratete Frauen und ist ein Teil des Inka-Kalenders sowie verschiedener Feste der Inka. Ihr Symbol ist eine silberne Scheibe, auf der ein menschliches Gesicht zu sehen ist. 
Sie soll die Frau von Inti, dem Sonnengott gewesen sein. Ihre Eltern waren der Schöpfergott Wiraqucha und dessen Frau Mama Qucha. Tayta Inti und Mama Killa waren die Eltern des ersten Inka-Herrschers Manco Cápac und dessen Frau Mama Ocllo. Nach dem Ichma (Eintritt der Chimú in das Inka-Reich) erkannten die Chimú die Mama Killa als die Mutter ihres Gottes Pachakamaq an.